# Mehrstetten
Mehrstetten ist eine Gemeinde auf der Schwäbischen Alb, etwa sieben Kilometer südöstlich von Münsingen.

## Geographie

### Nachbargemeinden
Die Stadt Münsingen (Landkreis Reutlingen) und die Gemeinde Schelklingen (Alb-Donau-Kreis) grenzen an die Gemeinde Mehrstetten.

### Gemeindegliederung
Zur Gemeinde gehören das Dorf Mehrstetten, die Siedlung Greut, das Gehöft Ziegelhof und die Häusergruppe Bahnhof Mehrstetten. Im Gemeindegebiet liegt die Wüstung Aymstetten.

### Schutzgebiete
In Mehrstetten gibt es mit dem Böttental und dem Schandental zwei Naturschutzgebiete. Beide gehören, wie auch die Waldflächen um den Bodenhau, zum FFH-Gebiet Tiefental und Schmiechtal. Zudem sind auf der Gemarkung vier kleinere Landschaftsschutzgebiete ausgewiesen: die Sommerschafweide in dem Oberen und Unteren Böttental und Vorderen Berg, die Sommerschafweide auf Irnestal und Guckenbühl, die Sommerschafweide auf Marksteigle und die Sommerschafweide im Banntal.

## Geschichte

### Mittelalter
Mehrstetten wurde um das Jahr 1300 als Merstetten zum ersten Mal urkundlich erwähnt. Im ausgehenden Hochmittelalter war das Dorf Bestandteil des Gebiets der Herren von Gundelfingen und geriet nach deren Niedergang in den Einflussbereich des Hauses Habsburg und dessen Besitzungen in Vorderösterreich. In den folgenden Jahrhunderten gelang es jedoch dem Haus Württemberg, trotz des Widerwillens der Dorfbewohner, sowohl die hohe als auch die niedere Gerichtsbarkeit und somit die Gesamtobrigkeit gegen das Haus Habsburg durchzusetzen.

### Neuzeit
Mehrstetten kam 1654 zum Amt Münsingen im Herzogtum Württemberg. Im 19. Jahrhundert war Mehrstetten dem  Oberamt Münsingen im Königreich Württemberg zugeordnet und ab 1938 durch die Kreisreform während der NS-Zeit in Württemberg dem Landkreis Münsingen. Im Jahre 1945 wurde Mehrstetten Teil der Französischen Besatzungszone und kam somit zum Nachkriegsland Württemberg-Hohenzollern, welches 1952 im Bundesland Baden-Württemberg aufging. Seit der Kreisreform von 1973 ist Mehrstetten Teil des Landkreises Reutlingen.

### Entwicklung des Gemeindegebiets
Am 1. Januar 1977 wurde ein Teil der Gemarkung Schelklingen-Sondernach mit drei Aussiedlerhöfen nach Mehrstetten umgemeindet.

### Einwohnerentwicklung
Die Einwohnerzahlen sind Volkszählungsergebnisse (¹) oder amtliche Fortschreibungen des Statistischen Landesamtes (nur Hauptwohnsitze).
| Jahr                 | Einwohner |
| -------------------- | --------- |
| 1. Dezember 1871 ¹   | 820       |
| 1. Dezember 1900 ¹   | 882       |
| 1. Dezember 1925 ¹   | 863       |
| 17. Mai 1939 ¹       | 788       |
| 13. September 1950 ¹ | 913       |
| 6. Juni 1961 ¹       | 963       |
| 27. Mai 1970 ¹       | 1.053     |

| Jahr              | Einwohner |
| ----------------- | --------- |
| 25. Mai 1987 ¹    | 1.201     |
| 31. Dezember 1990 | 1.312     |
| 31. Dezember 1995 | 1.392     |
| 31. Dezember 2000 | 1.417     |
| 31. Dezember 2005 | 1.446     |
| 31. Dezember 2010 | 1.348     |
| 31. Dezember 2015 | 1.340     |
| 31. Dezember 2020 | 1.440     |

## Religionen
Kirchlich gehörte Mehrstetten zunächst zu Münsingen. Eine Pfarrei wurde vermutlich im 15. Jahrhundert errichtet. 1534 wurde die Reformation eingeführt, seither ist der Ort evangelisch geprägt. Die heutige evangelische Kirchengemeinde Mehrstetten umfasst die Gemeinde Mehrstetten. Zusammen mit der evangelischen Kirchengemeinde Sondernach, welche die Stadtteile Sondernach, Gundershofen und Hütten der Stadt Schelklingen umfasst, bildet sie die evangelische Gesamtkirchengemeinde Mehrstetten-Sondernach im Kirchenbezirk Bad Urach-Münsingen der Evangelischen Landeskirche in Württemberg.

## Politik

### Gemeinderat
Der Gemeinderat in Mehrstetten besteht aus den 10 gewählten ehrenamtlichen Gemeinderäten und dem Bürgermeister als Vorsitzenden. Der Bürgermeister ist im Gemeinderat stimmberechtigt. Die Kommunalwahl am 9. Juni 2024 führte zu folgendem Endergebnis. Die Wahlbeteiligung lag bei 70,03 % (2019: 66,94 %). 
| Freie Wählervereinigung (FWV) | 39,35 % | 4 Sitze | 2019: 50,43 %, 5 Sitze |
| Unabhängige Bürgerliste (UB)  | 60,65 % | 6 Sitze | 2019: 49,57 %, 5 Sitze |

### Bürgermeister
- 1976–1984: Joachim Kunz
- 1984–2016: Rudolf Ott
- 2016–2021: Franziska Kenntner
- seit 2022: Robert Mellinghoff

Der Bürgermeister wird für eine Amtszeit von acht Jahren gewählt. Robert Mellinghoff amtiert seit dem 7. Mai 2022. Er wurde am 6. März 2022 im zweiten Wahlgang mit 50,8 Prozent der Stimmen zum Bürgermeister gewählt. Seine Vorgängerin Franziska Kenntner legte ihr Amt vorzeitig Ende 2021 nieder.

### Wappen
| Wappen der Gemeinde Mehrstetten | Blasonierung: „In Silber (Weiß) auf grünem Boden zwei einander zugewendete aufgerichtete schwarze Rosse.“ |
| Wappen der Gemeinde Mehrstetten | Wappenbegründung: Die beiden Rosse im Wappen sollen auf den Gemeindenamen hinweisen, der sich vielleicht von „Mähre“ = Ross herleiten lässt. Das Gemeindewappen wurde am 18. März 1939 von damaligen Reichsstatthalter in Württemberg verliehen. Nach dem Zweiten Weltkrieg hat der Gemeinderat dieses Wappen am 20. April 1956 bestätigt und zugleich die Flaggenfarben festgelegt. |

### Gemeindepartnerschaft
Mehrstetten unterhält eine Partnerschaft mit dem ungarischen Herceghalom.

## Kultur und Sehenswürdigkeiten

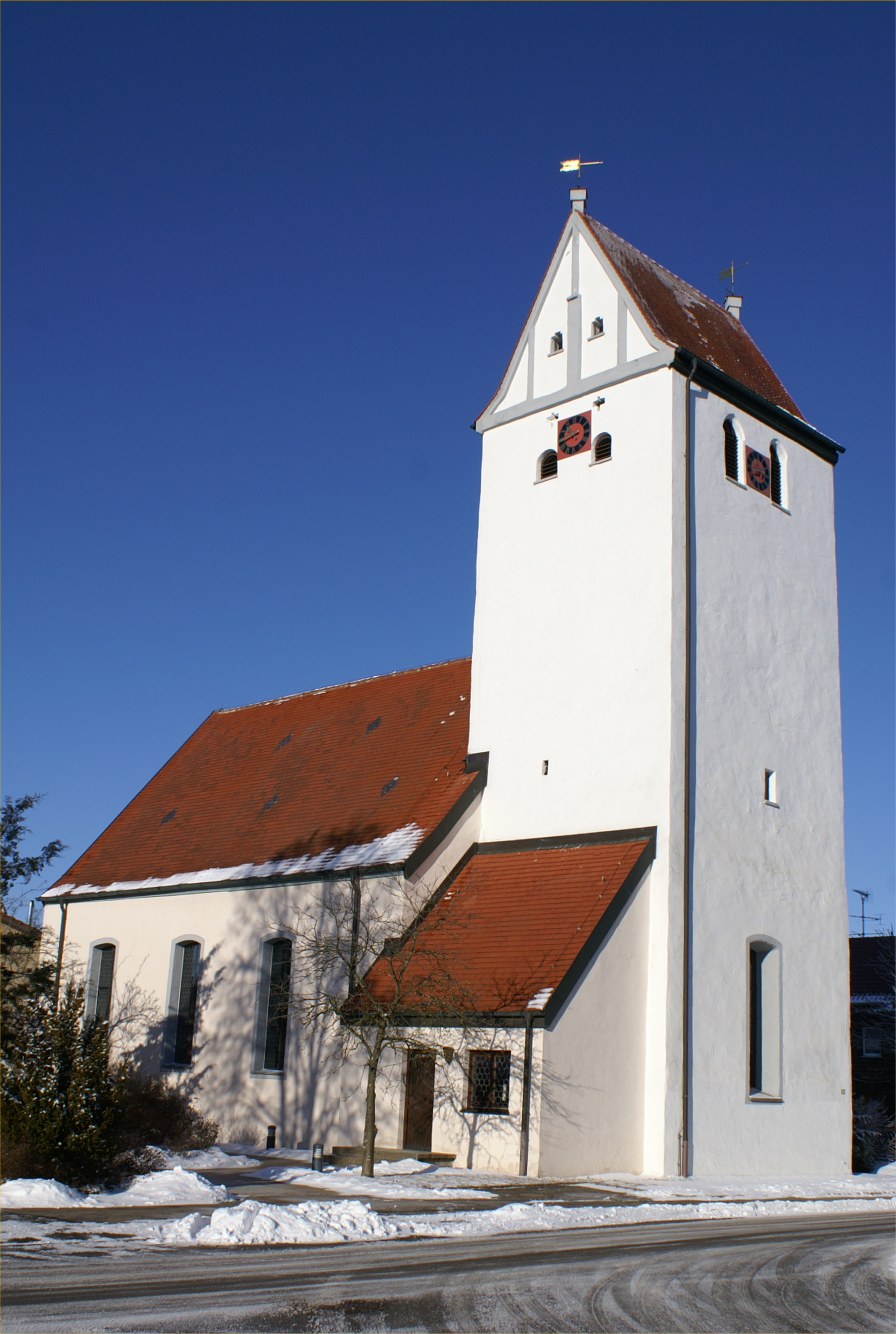
Evangelische Kirche in Mehrstetten

### Evangelische Kirche
Die Georgskirche ist eine spätgotische Chorturmanlage aus dem 15. Jahrhundert, das Schiff wurde 1577 und 1828 nochmals erweitert. Im Jahre 1933 wurden zwei Farbglasfenster eingebaut: ein Rundfenster von Ernst H. Graeser, das jedoch um 1971 wieder ausgebaut wurde (Reste erhalten), und das Chorfenster von Walter Kohler mit dem Motiv des auferstandenen Christus mit Kreuznimbus.

### Heimatmuseum
Außergewöhnliche Stücke über das dörfliche Leben auf der Albhochfläche im 19. Jahrhundert haben die Mitglieder des ehrenamtlich geführten Museums im ehemaligen Farrenstall von Mehrstetten zusammengetragen. Das Heimatmuseum wurde 1991 eröffnet.
Bei einem Rundgang trifft man auf eine Küche mit dem alten Holzherd und Butterfass und auf die gute Stube, wo über dem Ofen Schuhe und Wäsche zum Trocknen hängen. Im Schlafzimmer steht ein Himmelbett mit dazugehörendem Schrank. Interessant ist die einzigartige Sammlung von mehr als 200 alten Leinensäcken. Diese gehörten früher zum wertvollsten Besitz der Menschen. Sie wurden mit Namen versehen und häufig durchnummeriert. Sogar Besitzerwechsel nach Erbfällen kann man dem Leinen heute noch entnehmen, alte Namen wurden gestrichen und neue darunter geschrieben. Eine handbetriebene Sackausklopfmaschine wird ebenfalls gezeigt.
Es finden Schau- und Handwerkertage statt, bei denen es viel zu erleben gibt. Die alte Schmiede wird genauso in Betrieb genommen wie eine alte Transmission oder ein 400 Jahre alter Webstuhl. Von Mai bis Oktober ist das Museum jeden ersten Sonntag im Monat von 13.30 bis 16.30 Uhr geöffnet.

### Regelmäßige Veranstaltungen
- Hockete vom JuZe Mehrstetten, jährlich am zweiten Augustwochenende
- Herbstfest der Musikkapelle Mehrstetten, jährlich am letzten Oktoberwochenende

## Wirtschaft und Infrastruktur

### Verkehr
Die Kreisstraße 6772 verbindet Mehrstetten mit der Bundesstraße 465, die von Bad Urach kommend über Münsingen und Ehingen (Donau) nach Biberach an der Riß führt.
Der Öffentliche Nahverkehr wird durch den Verkehrsverbund Neckar-Alb-Donau (NALDO) gewährleistet. Die Gemeinde befindet sich in der Wabe 225. Mehrstetten erhielt 1901 durch die Verlängerung der Strecke Reutlingen–Münsingen bis nach Schelklingen Anschluss an das Eisenbahnnetz. Die Königlich Württembergischen Staats-Eisenbahnen erbauten das Bahnhofsgebäude als Einheitsbahnhof vom Typ IIa.

### Öffentliche Einrichtungen
- Jugendzentrum Mehrstetten

### Bildung
In Mehrstetten gibt es eine Grundschule. Für die Jüngsten besteht ein Kindergarten und eine Kleinkinderbetreuung.

## Persönlichkeiten
- Christian Schrade (1876–1964), Architekt